# Sem van der Horst
Sem van der Horst (22 september 2005) is een Nederlands (musical)acteur.

## Levensloop
Van der Horst vertolkte in 2017 de hoofdrol van Ciske de Rat in de gelijknamige musical. 
In december 2019 maakte Van der Horst zijn debuut als filmacteur in de bioscoopfilm Mees Kees in de wolken waarin hij de rol van Tom vertolkte. Deze rol hernam hij van augustus 2020 tot en met februari 2021 in de televisieserie Mees Kees. In de jaren die volgde was Van der Horst in meerdere producties te zien, waaronder Casanova's  en Kameleon en het Watermonster.
Sinds december 2022 is Van der Horst te zien geweest als Daan van Kempen in de bioscoopfilms De Tatta's (2022) en De Tatta's 2.

## Filmografie

### Film
- 2019: Mees Kees in de wolken, als Tom
- 2020: Casanova's, als jonge Bas
- 2022: Kameleon en het Watermonster, als Kees Dijkstra
- 2022: De Tatta's, als Daan van Kempen
- 2023: De Tatta's 2, als Daan van Kempen
- 2025: Juffrouw Pots, als Benny

### Televisie
- 2020-2021: Mees Kees, als Tom
- 2023: All Stars en Zonen, als z'er
- 2024: De eerste keer, als Kylian

### Streaming
- 2024: De Tatta's, als Daan van Kempen (Amazon Prime)

## Musical
- 2017: Ciske de Rat, als Ciske de Rat